# Synedrella nodiflora
Synedrella es un género monotípico de plantas fanerógamas perteneciente a la familia de las asteráceas. Su única especie: Synedrella nodiflora Gaertn., es originaria de América.

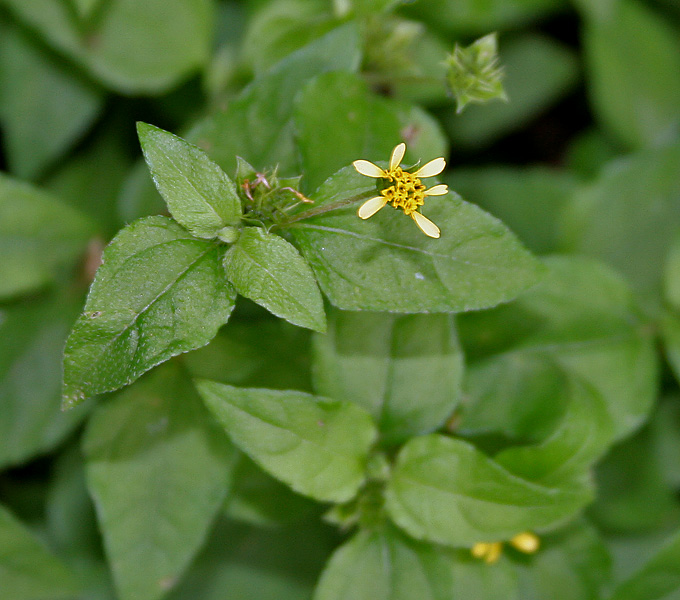
Hojas con inflorescencia

## Descripción
Son hierbas anuales, erectas o procumbentes, que alcanzan un tamaño de 0.3–0.6 (–1.5) m de alto; tallos estrigosos a pilosos, en especial en la parte superior. Hojas ovadas a elípticas, de 2–7 cm de largo y 1.5–5 cm de ancho, ápice obtuso a agudo (pero no acuminado en el material nicaragüense), base redondeada y cortamente cuneada, decurrente sobre el pecíolo, márgenes crenado-serrados, aplicado-pilosas, más densamente así en el envés, 3-nervias desde la base; pecíolos hasta 3 cm de largo.
Capitulescencias de 1 a muchos capítulos axilares; capítulos radiados, casi sésiles o el pedúnculo raramente alargándose hasta 1.5 cm de largo; filarias  5, en 2 series, las exteriores verdes y con tricomas rígidos, las internas estriadas y escariosas; páleas linear-elípticas, escariosas, obtusas; flósculos del radio 3–5, pistilados y fértiles, las lígulas escasamente 1.5 mm de largo, amarillas, el tubo de 2 mm de largo; flósculos del disco (5–) 7–9, perfectos y fértiles, las corolas 4-lobadas, 2–3 mm de largo, amarillas.
Los frutos son aquenios conspicuamente dimorfos, negros, los del radio aplanados, elípticos, el cuerpo ca 5 mm de largo, alados, el ala profundamente 4–8 lobada a cada lado y además con 2 aristas del vilano, anchas, erectas, que difieren de los lobos del ala marginal sólo en la posición, los del disco claviformes, sin alas, muy angostos, de 5 mm de largo, 4-angulados, con 2 aristas principales divergentes de 3 mm de largo y ocasionalmente 1 o 2 aristas erectas mucho más pequeñas de 1 mm de largo.

## Taxonomía
Synedrella nodiflora fue descrita por (Carlos Linneo) Gaertn. y publicado en De Fructibus et Seminibus Plantarum. . . . 2(3): 456. 1791.
Sinonimia
- Ucacou nodiflorum (L.) Hitchc.
- Verbesina nodiflora L.	basónimo
- Wedelia cryptocephala Peter

## Fuente
1. ↑  Especies en The International Plant Names Index
2. ↑  Synedrella nodiflora en PlantList
3. ↑  Synedrella nodiflora en Global Compositae
4. 1 2  «Synedrella nodiflora». Tropicos.org. Missouri Botanical Garden. Consultado el 17 de octubre de 2012.

- Datos: Q3508814
- Multimedia: Synedrella nodiflora / Q3508814
- Especies: Synedrella nodiflora